# Wizerunek
Wizerunek – podobizna osoby utrwalona w postaci obrazu, rysunku, fotografii bądź sposób percepcji danej osoby (np. polityka przez jego elektorat) lub rzeczy.
Sąd Najwyższy stwierdził, iż aby wizerunek był objęty ochroną prawa cywilnego, musi być wykonany tak, aby dawał możliwość identyfikacji osoby przedstawionej, bez względu na sposób ujęcia (z przodu, z boku, etc.). Rozpoznawalność musi mieć natomiast charakter powszechny (nie ogranicza się do wąskiego kręgu osób).
Określenie wizerunek może też odnosić się do produktu oraz przedsiębiorstwa, które go wytworzyło – taki wizerunek buduje się w odniesieniu do grupy odbiorców: nieco inne elementy pojawiają się np. w wizerunku adresowanym do inwestorów i akcjonariuszy, a inne w wizerunku przeznaczonym dla klientów firmy, będących nabywcami produktów danej marki.